# Patricia Jabbeh Wesley
Patricia Jabbeh Wesley là một nhà thơ kiêm nhà văn Liberia (người di cư châu Phi) từng đoạt giải thưởng và phó giáo sư tiếng Anh và viết sáng tạo tại Đại học bang Pennsylvania. Bà là một người sống sót trong Nội chiến Liberia đã di cư sang Hoa Kỳ cùng gia đình vào năm 1991, và là tác giả của năm tập thơ.

## Tiểu sử
Jabbeh Wesley sinh ra ở Monrovia, thủ đô của Liberia. Sau đó, bà trở về ngôi làng Tugbakeh nổi tiếng ở vùng Maryland để học trường nội trú, nơi bà học ngôn ngữ Grebo sau lần đầu tiên học tiếng Anh. bà có bằng cử nhân tại Đại học Liberia, bằng MS tại Đại học Indiana và bằng Tiến sĩ tại Đại học Western Michigan.
Jabbeh Wesley là tác giả của năm tập thơ: Khi giang hồ về nhà, (Nhà xuất bản Đại học Nebraska), Nơi con đường rẽ (Nhà báo mùa thu), Dòng sông đang trỗi dậy (Nhà báo mùa thu), Trở thành Ebony (Đại học Nam Illinois Báo chí) và Trước khi lòng bàn tay có thể nở hoa: Thơ của châu Phi (Báo chí vấn đề mới). Bà cũng là tác giả của một cuốn sách thiếu nhi, In Monrovia, Dòng sông thăm biển.
Bà gia nhập tổ chức phi lợi nhuận Writing For Peace vì sự nghiệp viết lách của bà "là về việc lên tiếng cho những người không có tiếng nói trong một thế giới liên tục có chiến tranh."  bà cũng điều hành blog nổi tiếng của riêng mình, Blog quốc tế về thơ vì hòa bình của Patricia Jabbeh Wesley, trong đó bà cố gắng khiến độc giả suy nghĩ "về những điều làm phiền thế giới." 

## Ảnh hưởng và chủ đề
Mặc dù tự nhận mình là người châu Phi, Liberia và Grebo, bà cũng đã được định hình bởi những ảnh hưởng của phương Tây. bà thừa nhận và chấp nhận sự lai tạp của các nền văn hóa như một phần bản sắc của mình trong khi vẫn tự gọi mình là "một người châu Phi mạnh mẽ, tin vào những giá trị mà tôi được dạy khi còn là một đứa trẻ châu Phi". Thái độ của thơ bà thay đổi giữa phê phán, lưỡng lự, mặc khải, ăn mừng và thương tiếc, khi bà thảo luận về cả cuộc sống của người Mỹ và người Liberia. Jabbeh Wesley liên tục khiến người đọc nhận ra sự lưu vong của bà. Quan điểm thuận lợi của việc trở thành người ngoài cuộc đối với cả hai nền văn hóa Liberia của Hoa Kỳ và sau chiến tranh cho phép một sự trung thực tỉnh táo và phân tích mới mẻ về văn hóa, chính trị, quan hệ giới tính và thái độ.
Jabbeh Wesley đã có rất nhiều bà mẹ mạnh mẽ, bao gồm bà, mẹ, mẹ kế, vợ của người cha đa thê và mẹ chồng của bà. Mặc dù văn hóa Grebo chủ yếu là gia trưởng, "thực tế đó là một xã hội mẫu hệ, nơi các nhân vật phụ nữ có vị trí là trụ cột mạnh mẽ của cộng đồng và xã hội. Các bà mẹ rất quan trọng vì họ thực sự phụ trách nhà cửa, con cái, v.v., và đôi khi là công việc. " 
Jabbeh Wesley sống sót sau Nội chiến Liberia, sự kiện ảnh hưởng và truyền cảm hứng cho hầu hết các công việc của bà. Bà ấy là Kitô hữu, và công việc của bà ấy kết hợp và thường xuyên đề cập đến các chủ đề và đoạn văn trong Kinh thánh.

## Cuộc sống cá nhân
Bà hiện đang sống cùng gia đình ở phía tây trung tâm Pennsylvania và đã giảng dạy tại Đại học bang Pennsylvania và Đại học Indiana Pennsylvania. bà là một người mẹ, nuôi dạy thế hệ tiếp theo của những đứa trẻ Liberia ở xa bờ biển Tây Phi.

## Giải thưởng
- Crab Orchard Series trong Thơ chiến thắng
- Giải thưởng Crystal Crystal của Victor E. Ward cho những đóng góp cho văn học Liberia
- Irving S. Gilmore Nghệ sĩ mới nổi tài trợ từ Hội đồng nghệ thuật Greater Kalamazoo
- Học bổng Ngân hàng Thế giới
- Giải thưởng Tổng thống Barack Obama năm 2011
- Đại học bang Pennsylvania AESEDA Hợp tác tài trợ cho nghiên cứu về những câu chuyện về chấn thương của phụ nữ Liberia [2][3]

## Ấn phẩm
- Trước khi Palm Can Bloom (1998)
- Trở thành Ebony (2003)
- Dòng sông đang trỗi dậy (2007)
- Ở Monrovia, sông thăm biển (2012)

https://nobelwologistsinitiative.org/activist-spotlight-poet-patricia-jabbeh-wesley/
https: //www.po temfoundation.org/poets/patricia-jabbeh-wesley
https://www.youtube.com/watch?v=8eZeb8b4qVs
https://www.youtube.com/watch?v=DFLLrR06NS
https://www.youtube.com/watch?v=Bmc9BPgH3UE
http: //www.centreforafricanpo tem.org/magazine/interviews/patricia-jabbeh-wesley/
http://news.psu.edu/story/164679/2010/09/20/english-professors-poem-chosen-newspaper-column-and-magazine
http://mmofraghana.org/uncated/march-poem-get-out-of-here-boys/attachment/pjwesley Lưu trữ ngày 21 tháng 8 năm 2017 tại Wayback Machine
http://www.calvin.edu/news/2003-04/wesley.htmlm Lưu trữ ngày 8 tháng 6 năm 2016 tại Wayback Machine
https://muse.jhu.edu/login?auth=0&type=summary&url=/journals/interdisciplinary_literary_studies/v016/16.2.eze.pdf%5B%5D
http://galatearesurrection24.blogspot.com/2015/05/two-books-by-patricia-jabbeh-wesley.html
http://www.halherring.com/files/PDF/Interview/DreamingofHome.pdf Lưu trữ ngày 7 tháng 2 năm 2014 tại Wayback Machine
http://allafrica.com/stories/201410151808.html
http://www.thepatrioticvanguard.com/interview-with-liberian-prize-winning-poet-profigator-patricia-jabbeh-wesley
http://www.iup.edu/magazine/page.aspx?id=43085%5B%5D
http://chqdaily.com/tag/patricia-jabbeh-wesley/%5B%5D
http://weekendamerica.publicradio.org/display/web/2008/11/29/browing_po tem_home Lưu trữ ngày 30 tháng 5 năm 2016 tại Wayback Machine
http://www.eng.ntnu.edu.tw/files/wr/1921_c2ba4bfc.pdf Lưu trữ ngày 21 tháng 8 năm 2017 tại Wayback Machine
http://news.psu.edu/story/141051/2005/11/02/research/surviving-war-and-living-again Lưu trữ ngày 10 tháng 7 năm 2019 tại Wayback Machine